# Linamarin
Linamarin là một glucozit gốc xyanua với công thức tổng quát C10H17NO6, được tìm thấy trong lá và rễ của một số thực vật như sắn (chiếm trên 80% các glicozit), đậu ngự, lanh. Khi tiếp xúc với các enzym và các vi sinh vật trong ruột người, linamarin và dạng methyl hóa của nó là lotaustralin có thể bị phân hủy thành hợp chất xyanua hiđrô rất độc; vì thế các loại thức ăn làm từ các loài thực vật có chứa một lượng đáng kể linamarin phải trải qua các yêu cầu khử độc và sự chuẩn bị, chế biến kỹ lưỡng. Tự bản thân linamarin không phải là chất độc cấp tính, mặc dù các hiệu ứng độc thần kinh khi bị phơi nhiễm lâu dài là có thể. Việc tiêu thụ các sản phẩm từ sắn có chứa linamarin là khá phổ biến tại các quốc gia đang phát triển và nó gắn liền với ngộ độc do ăn uống, cụ thể là bệnh liên quan tới các nơron vỏ não gọi là konzo đối với dân cư châu Phi mà từ đó lần đầu tiên người ta đã miêu tả bệnh lý, thông qua công trình của Hans Rosling. Linamarin cũng đã được thông báo như là yếu tố rủi ro trong sự phát triển của sức chịu glucoza bị suy yếu và bệnh đái đường, mặc dù các nghiên cứu trên các động vật thực nghiệm là mâu thuẫn với nhau trong việc tái tạo lại hiệu ứng này và có thể chỉ ra rằng hiệu ứng chủ yếu là sự làm trầm trọng thêm các điều kiện hiện có hơn là gây ra bệnh đái đường.
Quá trình sinh ra xyanua từ linamarin thông thường là do enzym và nó diễn ra khi linamarin tiếp xúc với enzym linamarase, một enzym thông thường có trong thành tế bào của sắn. Do xyanua tạo ra là chất dễ bay hơi, nên các phương pháp chế biến để gây ra những tiếp xúc như vậy là các biện pháp truyền thống phổ biến trong chế biến sắn. Các loại thức ăn có thể làm từ sắn sau khi nó đã trải qua các công đoạn như tẩy trắng, luộc, lên men.
Phản ứng khi bị thủy phân
linamarin + H2O = axeton xyanohydrin + bbβ-D-glucoza
Các cố gắng nghiên cứu gần đây đã phát triển loại sắn chuyển gen với sự điều chỉnh giảm ổn định lượng linamarin được sản xuất ra thông qua can thiệp ARN.